# Президентские выборы в Колумбии (1962)
Президентские выборы в Колумбии проходили 6 мая 1962 года. По соглашению о Национальном фронте Консервативная и Либеральная партии договорились о поочерёдной смене власти. В 1962 году была очередь консерваторов, поэтому в выборах участвовали только кандидаты от Консервативной партии. В результате победу одержал Гильермо Леон Валенсия Муньос, получивший 84% голосов. Явка составила 49%.
Несмотря на соглашение о Национальном фронте представитель либеральной партии Альфонсо Лопес Микельсен выдвинулся кандидатом, однако Избирательная комиссия все голоса за него объявила недействительными. Голоса за Густаво Рохаса Пинилья также были объявлены недействительными за его руководство переворотом 1953 года.

## Результаты
| Кандидат                          | Партия/Коалиция                   | Голоса    | %    |
| --------------------------------- | --------------------------------- | --------- | ---- |
| Гильермо Леон Валенсия Муньос     | Консервативная партия             | 1 636 081 | 84,1 |
| Альфонсо Лопес Микельсен          | Либеральная партия                | 625 630   | –    |
| Хорхе Лейва                       | Консервативная партия             | 308 992   | 15,9 |
| Густаво Рохас Пинилья             | Национальный народный альянс      | 54 562    | –    |
| Прочие                            | Прочие                            | 509       | 0,0  |
| Недействительные/пустые бюллетени | Недействительные/пустые бюллетени | 9 066     | –    |
| Всего                             | Всего                             | 2 634 840 | 100  |
| Действительные бюллетени/Явка     | Действительные бюллетени/Явка     | 5 404 765 | 48,8 |
| Источник: Nohlen                  |                                   |           |      |